# Тип 62 (пулемёт)
7,62-мм пулемёт Тип 62 (Sumitomo NTK-62, 62式7.62mm機関銃) — японский единый пулемёт.

## История
Пулемёт был разработан для замены ранее находившихся на вооружении сил самообороны Японии пулемётов Browning M1919 и принят на вооружение в феврале 1962 года. На экспорт не поставляется.

## Описание
Автоматика основана на отводе пороховых газов из канала ствола, расположенный под стволом газовый поршень имеет длинный рабочий ход. Запирание ствола осуществляется перекосом затвора вниз. Огонь ведётся только автоматический. 
В спусковой раме над предохранительной скобой имеется предохранитель флажкового типа, который фиксируется в двух положениях: в переднем — «автоматический огонь», в заднем — «предохранитель».
Комплектуется двуногой сошкой (вес с сошкой - 10,7 кг), а также может устанавливаться на станок M2 (вес на станке - 22,7 кг) и технику. Приклад деревянный.

## Варианты и модификации
Вариант "Тип 74" предназначен для использования на боевой технике и весит 20,4 кг.

## Страны-эксплуатанты
- Япония - по состоянию на начало 2018 года оставались на вооружении[2]